# Francesco Saverio Petagna
Francesco Saverio Petagna fue Obispo de Castellamare di Stabia, Italia. Ha sido declarado Venerable por el Papa Benedicto XVI el 20 de diciembre de 2012. Se encuentra en proceso de beatificación.

## Historia
Francesco Saverio Petagna nació en Nápoles (Italia) el 13 de diciembre de 1812 en Nápoles (Italia).
De joven se destacó como estudiante por su notable piedad e inteligencia.
Fue ordenado sacerdote el 19 de diciembre de 1835 con tan solo 23 años y se dedicó con predilección al apostolado de las "Capillas del atardecer", a la catequesis popular y al servicio de los enfermos en el hospital de los Incurables. Fundó la revista católica 'La ciencia y la fe' junto con otros estudiosos napolitanos, entre ellos D'Avanzo, Sanseverino y D'Amelio.
El 11 de enero de 1850, el beato Pío IX lo nombró Obispo de Castellamare di Stabia, en Italia, a sus 38 años. Guio esta diócesis por 28 años, hasta su muerte, distinguiéndose por su doctrina excepcional, su prudencia pastoral y sobre todo por la solicitud amorosa hacia los débiles y lejanos.
Alejado de su sede episcopal por los disturbios de 1860, fue enviado por el Papa a Marsella donde se hizo notar por la predicación continua, la asiduidad al confesionario y la administración del sacramento de la Confirmación. Finalmente el 14 de diciembre de 1866 pudo regresar a su diócesis, acogido con gran alegría por el clero y los fieles.
En calidad de Pastor de esta diócesis, participó como Padre Conciliar en el Concilio Vaticano I celebrado entre 1869 y 1870 contribuyendo de modo especial a la defensa del dogma de la infalibilidad del Papa.
Durante su ministerio episcopal, Petagna aprobó con decreto episcopal a dos familias religiosas: a las Hermanas Compasionistas y a las Hermanas Alcantarinas. Fundó la Congregación de las Víctimas de los Sagrados Corazones de Jesús y María, hoy llamadas Hermanas de los Sagrados Corazones de Jesús y María a las que encomendó la tarea de la reparación, un amor grande por la Iglesia y por el vicario de Cristo así como la educación moral y literaria de la juventud.
Enfermo de leucemia, murió pobre el 18 de diciembre de 1878 en Castellamare di Stabia por causas naturales.
El 20 de diciembre de 2012, el Papa Benedicto XVI publicó un Decreto reconociendo sus virtudes heroicas y dándole el título de Venerable.